# Hilde Kramer-Fitzgerald
Hilde Kramer-Fitzgerald (* 11. April 1900 in Leipzig; † 17. Februar 1974 in Otley) war eine bekannte deutsche Vertreterin der Arbeiterbewegung und britische Sozialarbeitswissenschaftlerin.

## Leben
Die früh verwaiste Hilde wuchs bei ihrer Schwester Frida (1882) und deren Ehemann Max auf.
Ab 1915 besuchte sie eine Schule in Ilmenau und anschließend Handelskurse in München.
Ab 1910 war sie Pflegekind von Gabriele Kaetzler (* 1. Oktober 1872 in Berlin; † 1954 in Zürich) in Riederau. Gabriele Kaetzler war eine Tochter des preußischen Admirals Max von der Goltz.

„Ich war in der Revolutionsnacht am 7. November fast dauernd auf der Straße. Erst war am Nachmittag auf der Theresienwiese eine gewaltige Volksversammlung, auf der sich die beiden sozialistischen Parteien einten ... Aber die Sache verlief im Sande. Eine Gewerkschaftsdemonstration wälzte sich pomadig durch die Straßen, nichts von revolutionärem Aufstand. Wir folgten bis zum Friedensengel, dann gaben wir die Sache verzweifelt auf und wollten nach Hause gehen“

## Vereinigung revolutionärer Internationalisten Bayerns
Am 30. November 1918 gründen Erich Mühsam, Josef Merl, Friedrich Albert Fister und Hilde Kramer im Braunauer Hof die »Vereinigung revolutionärer Internationalisten Bayerns« (VRI). Am 6. Dezember 1918 demonstrierte die VRI gegen die am 5. Dezember 1918 für den 12. Januar 1919 angekündigten Landtagswahlen in Bayern und besetzten die Redaktionen der Münchner Neuesten Nachrichten, Münchner Zeitung, München-Augsburger Abendzeitung und den Bayerischen Kurier. Die bürgerlichen Zeitungen sollten eine Erklärung der VRI auf der Titelseite drucken. Josef Osterhuber, der Chefredakteur des Bayerischen Kuriers, beschwerte sich bei Kurt Eisner, dieser rief Oskar Dürr und Polizeipräsident Josef Staimer, welche die Redaktionen von der Polizei räumen ließen.
In der ersten Dezemberwoche 1918 sandte Mühsam Kramer und Fister als Vertreter der VRI zu Lotte Kornfeld und Johann Knief nach Bremen, sie vereinbarten finanzielle Unterstützung und Zusammenarbeit bei der Öffentlichkeitsarbeit.

## Kommunistische Partei Deutschlands
Hilde Kramer reiste anschließend mit Josef Merl weiter zum Landeskongress der I.K.D. (Internationale Kommunisten Deutschlands) nach Berlin und besuchte mit Lotte Kornfeld das Bureau des Spartakusbundes, wo sie eine Unterredung mit Karl Liebknecht und Leo Jogiches über Geldfragen hatte. Auf der Konferenz, wo über die Frage der Teilnahme an den Wahlen zur Nationalversammlung diskutiert wurde, lernte sie Paul Frölich kennen. Ohne auf den bevorstehenden Gründungskongress der K.P.D. zu warten, fuhr sie nach München zurück. (S. Hilde Kramer. Rebellin in München, Moskau und Berlin. Autobiographisches Fragment 1900–1924, Berlin 2011, S. 51–53)
Am 10. Januar 1919 gehörte sie einer Gruppe mit Eugen Leviné, Josef Sontheimer, Max Levien, Josef Merl und Erich Mühsam an, welche vom Kabinett Eisner in der Justizvollzugsanstalt München festgehalten worden war. Rudolf Egelhofer überzeugte Kurt Eisner, die Gruppe auf freien Fuß zu setzen.

## Kommunistische Räterepublik
Am Palmsonntag, dem 13. April 1919, riefen im Hofbräuhaus am Platzl die Betriebs- und Soldatenräte die Kommunistische Räterepublik aus. Die gesetzgebende und die vollziehende Gewalt wurden in dieser zweiten Phase der Räterepublik Baiern an einen Aktionsausschuss aus 15 Personen unter Führung von Eugen Leviné übertragen. Aus diesem konstituierte sich ein Vollzugsrat bestehend aus Emil Männer, Wilhelm Duske (1883–1944), Max Levien, Willi Budich unter Führung von Eugen Leviné.
- Ab 8. Januar 1919 war Hilde Kramer Sekretärin von Rudolf Egelhofer, welcher in den zwei Wochen der Kommunistischen Räterepublik als Stadtkommandant von München fungierte.

Gabriele Kaetzler und ihre Töchter Wise und Fite wurden am 2. Mai 1919 in der Wohnung von Hilde Kramer in München verhaftet. Hilde Kramer war am 1. Mai nach Riederau gelaufen, wo sie eine Woche später verhaftet wurde. Das Anwesen der Witwe Gabriele Kaetzlers wurde von den Weißen Garden durchsucht. Körbeweise wurden Schriftstücke beschlagnahmt, welche sich heute im Bayerischen Hauptstaatsarchiv befinden. Kopien des Briefwechsels mit Lotte Kornfeld wurde nach Bremen gesandt, um sie dort im Prozess gegen diese zu verwenden. Die vier Frauen verweigerten die Aussage. Zum Aushorchen wurde ihnen ein Spitzel in die Zelle gesetzt. Wise und Fite wurden in die Justizvollzugsanstalt Aichach verlegt und dort am 29. Juni 1919 mit der Auflage, Bayern zu verlassen, entlassen. Gegen Hilde Kramer und Gabriele Kaetzler wurde Anklage wegen Beihilfe zum Hochverrat erhoben. Kaetzler wurde freigesprochen und am 4. Juli 1919 aus der Schutzhaft entlassen. Hilde Kramers Prozess wurde vom Standgericht an das Volksgericht überwiesen. Die Hauptbelastungszeugin, der Lockspitzel, erschien nicht vor Gericht, worauf Kramer freigesprochen wurde.
In ihrer Reportage über den Prozess gegen Gabriele Kaetzler zählen die Münchner Neuesten Nachrichten Hilde Kramer als „Sekretärin des Stadtkommandanten“ „zu den bekanntesten Persönlichkeiten der Revolutionszeit“. Oskar Maria Graf beschrieb sie in Wir sind Gefangene als „das hünenhafte Mädchen mit dem Tituskopf“.

## III. Kommunistische Internationale
Vom 19. Juli bis 7. August 1920 stenografierte sie mit einer Kollegin den II. Weltkongress 1920 der Kommunistischen Internationale in Moskau.

## Migration in das Vereinigte Königreich
1937 konnte Hilde Kramer mit ihrem Sohn Desmond Deutschland verlassen, nachdem das britische Konsulat ihre Ehe mit Edward Fitzgerald und damit ihre britische Staatsangehörigkeit anerkannt hatte. In London schrieb sie Artikel für die Exilausgabe der Zeitschrift der SAPD und war aktiv in der Labour Party.
1954 veröffentlichte sie mit Sheila Ferguson Studies in the Social Services: History of the Second World War, UK Civil Series.

## Schriften
Hilde Kramer: Rebellin in München, Moskau und Berlin: Autobiographisches Fragment 1900 - 1924, BasisDruck, 2011, ISBN 978-3861631446.